# Hesperodromus sodalis
Hesperodromus sodalis är en skalbaggsart som beskrevs av Schmidt 1889. Hesperodromus sodalis ingår i släktet Hesperodromus och familjen stumpbaggar. Inga underarter finns listade i Catalogue of Life.